# Hrčki smrčki
Hrčki smrčki so literarni liki v istoimenskem delu, ki je izšlo v zbirki Mala slikanica. Avtor dela je Ivo Zorman, ilustrirala pa ga je Lidija Osterc.

## Delo je sestavljeno iz več kratkih zgodbic
- Steblovnikova družina
- Žetev v mesečini
- Darilo za sorodnike
- Hrčki gredo na obisk
- Rep na svedrc
- Bogastvo strica Trifona
- Hrček gre iskat srečo
- Mali Dan
- Svatba
- Če je dobrega preveč
- Hrček je ukanil pošast
- Pogumni Jen

## Liki

### Družina Steblovnikovih:
- oče Nulf
- mama Lika
- Piš
- Hac
- Jen
- Neca
- stric Trifon

### Družina Slapernikovih:
- oče Dan
- mama Inka
- Fes
- Somi
- Ana
- Iča
- Mali Dan

## Vsebina
Družino Steblovnik sestavljajo oče Nulf, mama Lika, sinovi Hac, Piš, Jen in hči Neca. Steblovnikovi niso velika družina, saj poznajo tudi take z desetimi.
Oče Nulf in sinovi skupaj delajo zalogo za jesen. Žanjejo na njivi, ki je niso sami sejali, a je vseeno njihova. Njiva je skrbno zakoličena, in sicer od lipe do borovega gozda in od kolovoza do potočka. Oče Nulf ni na njivi trpel nikogar drugega, niti Slapernikovih ne, pa čeprav so bili v sorodu. Hrčki so zelo spretni, saj je potrebno paziti, da pregriznejo pravo bilko, da ne pade na tla prazen klas ali morebiti celo makov cvet ali plavica. Jen, ki se zelo rad igra z makovimi listi, je namenoma lomil napačna stebla, zaradi česa ga je oče Nulf okregal. Po napornem dnevu so utrujeno zaspali.
Mama Lika, ki je vedno imela temo za pogovor s sestro Inko, se je za obisk Slapernikovih vedno dolgo pripravljala. Uredila si je kožušček, populila dlake in zgladila tačke. Prav tako je poskrbela, da so Nulf in otroci bili urejeni. Vedno je vztrajala, da prinesejo darilo, saj se med hrčki ni spodobilo priti brez. Tudi Nulf in otroci so radi obiskali Slapernikove. Nulf je s svakom Danom razglabljal o tekmi med Rjavimi in Progastimi, otroci pa so se igrali s Slapernikovimi otroki, saj so znali vse igre in skrivnosti mladic hrtic.
Mladi Steblovnikovi so bili nevoščljivi njihovemu bratrancu Malem Danu, ki si je repek zvijal v svederc, da se mu je med hojo pozibaval. To je njegovo mamo Inko spravljalo v žalost, saj je med hrčki veljal za spodoben le raven rep. Posebnost je bil stric Trifon, na katerega je bila ponosna cela družina. Stric Trifon je bil premožen hrček, ki je imel veliko hodnikov, ki so vodili do kašče z veliko žita. Kašča je stala pod belo skalo vzhodno od Marofa. Odkriti skrivno kaščo so bile sanje Jena Steblovnika, ki se je odločil, da bo to tudi storil.
Hrčki so imeli svatbo, saj je Mali Dan za roko zaprosil Neco. Hrčki so sicer zelo varčni, a ko imajo svatbo, tri dni slavijo in se šele nato pritožujejo, koliko so porabili.
Jen je po sedmih dneh prišel do hodnikov strica Trifona in našel zakladnico žita. Plaz žita, ki se je vsul iz odprtine, je prebudil Pošast. Jen je Pošast ukanil in zaradi tega dobil vzdevek Pogumni ter smel nositi v svedrc zvit rep.